# Turistická značená trasa 7862
 Turistická značená trasa 7862 je 5 km dlouhá žlutě značená trasa Klubu českých turistů v okrese Frýdek-Místek spojující Palkovice a Chlebovice s Palkovickými hůrkami. Převažující směr trasy je severní.

## Průběh trasy
Turistická trasa má svůj počátek v jihozápadní části Palkovic bez návaznosti na žádnou jinou turistickou trasu. Z vesnice stoupá severozápadním směrem po obslužné asfaltové komunikaci nejprve poli a poté lesem údolím Pstružího potoka do Palkovických hůrek. V sedle mezi Ostružnou a Holým vrchem překonává nejvyšší bod trasy. Zároveň se zde nachází i rozcestí s hřebenovou modře značenou trasou 2235 z Frýdku-Místku na Hukvaldy. Trasa 7862 odtud klesá lesní cestou k severu údolím Vodičné do Chlebovic. Asi tři sta metrů pod sedlem odbočuje vlevo místně značená lesní cesta k rozhledně Panorama, která se připojuje zpět na začátku Chlebovic. Trasa 7862 končí v centru obce bez návaznosti na žádnou další turistickou trasu.

## Turistické zajímavosti na trase
- Palkovické hůrky
- Chlebovické fojtství
- Dům včelařů v Chlebovicích